# Lisna Tarnovîțea, Nadvirna
Lisna Tarnovîțea (în ucraineană Лісна Тарновиця) este o comună în raionul Nadvirna, regiunea Ivano-Frankivsk, Ucraina, formată numai din satul de reședință.

## Demografie
Componența lingvistică a comunei Lisna Tarnovîțea
     Ucraineană (99,94%)
     Alte limbi (0,06%)
Conform recensământului din 2001, majoritatea populației comunei Lisna Tarnovîțea era vorbitoare de ucraineană (99,94%), existând în minoritate și vorbitori de alte limbi.